# Rüsselbach
Rüsselbach fait partie de la commune d'Igensdorf en Haute-Franconie (Bavière) et est composé d'Unterrüsselbach, Mittelrüsselbach, Kirchrüsselbach et Oberrüsselbach ainsi que des hameaux de Lindenhof, Lindenmühle, Weidenbühl et Weidenmühle.

## Histoire
L'histoire de cette petite localité d'environ 1 200 habitants en bordure du Jura franconien plonge ses racines dans un passé lointain.
Les environs de Rüsselbach étaient déjà peuplés à l'âge du bronze. Les tumulus dans la forêt avoisinante d'Eichenlohe en sont témoins. Au-dessus de Rüsselbach sur le « Katz », on peut encore distinguer les dispositifs défensifs du château du chevalier-brigand Hainburg, restes datant du début du Moyen Âge.
Les historiens locaux estiment la fin du peuplement de la rive gauche du Schwabach aux environs de l'an 900.
Alors que certains situent la fondation de Rüsselbach en l'an 742, année de fondation de l'évêché de Eichstätt auquel Rüsselbach appartenait à l'époque, on peut affirmer avec certitude que la première citation documentée de Rüsselbach apparaît dans un document de Henri II du Saint-Empire remontant à l'an 1010.
40 localités des environs étaient à l'époque rattachées à la paroisse de Kirchrüsselbach. Son église fortifiée, encore intacte de nos jours et de confession évangélique-luthérienne, est dédié à l'apôtre Jacob et se situe à mi-hauteur entre les sommets du « Katz » et du « Kuhberg ».
Bien que la taille de la paroisse n'ait pas changée par la suite, Rüsselbach changea de mains un certain nombre de fois au cours des siècles suivants.
Les changements de pouvoirs suivants sont certifiés :
- 1010 : don du domaine au diocèse de Bamberg par le biais de l'empereur Henri II
- À la suite de cela, changement de propriétaire en faveur des Hohenstaufen.
- 1109 : reprise du domaine par les seigneurs de Wildenstein
- 1268 : échange avec Hiltpoltstein en faveur de la famille Wittelsbach
- 1353 : mise en gage de la paroisse au roi Charles IV du Saint-Empire
- 1503 : achat de la majeure partie de Rüsselbach par la ville libre de Nuremberg

Le plus ancien bâtiment encore intact de Rüsselbach est son église fortifiée. Les plus vieilles fresques dans l’abside de l'église remonteraient aux environs de l'an 1200. Leur aspect actuel est dû à la reconstruction entreprise entre 1777 et 1779 par la paroisse luthérienne. Les fonts baptismaux remontent à 1841 et le tableau d'autel à 1842.
Aujourd’hui Rüsselbach fait partie de la municipalité de Igensdorf avec un jumelage avec Saint-Martin-la-Plaine près de Lyon.

## Rüsselbach de nos jours
De nos jours, Rüsselbach est une localité rurale dans la zone d'influence de la métropole régionale de Nuremberg. La plupart des habitants travaillent dans les environs et il n'y a plus de petits commerçants. Dans la localité subsiste une des six activités économiques initialement présentes. De même, seules quelques fermes contribuent encore à l'agriculture locale et ne représentent souvent que des revenus secondaires pour les exploitants. À Oberrüsselbach, artistes et autres travailleurs créatifs représentent une forte partie de la population.
Rüsselbach appartient, en tant que membre de la commune agricole d'Igensdorf, à la plus grande région de production de cerises d'Europe.
Une fois par an se tient à Rüsselbach une fête japonaise de la fleur de cerisier.
Sur la colline au-dessus de Rüsselbach se trouve l'aérodrome de planeurs Lauf-Lillinghof.

## Jubilé 2010
En 2010, Rüsselbach, son district et ses hameaux fêteront leurs 1000 ans.

## Vie associative
La vie associative de Rüsselbach est, comme dans toute la région environnante, très dynamique et constitue une tradition plus de centenaire.
Les associations suivantes, qui votent dans le cadre du cercle associatif de Rüsselbach, ont leur siège à Rüsselbach (l'année de fondation est précisée entre parenthèses):
- Chorale masculine de Rüsselbach (1897)
- Pompiers volontaires de Rüsselbach (1897)
- Association anciens combattants/ association des soldats de Rüsselbach (1919)
- Ensemble musical (13 novembre 1927)
- Chorale féminine (1971)
- Association de tirens de sport de Rüsselbach (1973)
- Association sportive de Rüsselbach (1978)
- Association d'embellissement du village (1980)
- L'association des Amis de Rüsselbach (2009)

## Hyperliens et sources
- Saint-Martin-la-Plaine
- « L'Histoire de Rüsselbach »(Archive.org • Wikiwix • Archive.is • Google • Que faire ?) (PDF; 22 kB)